# Naučná stezka Stará Kouřim

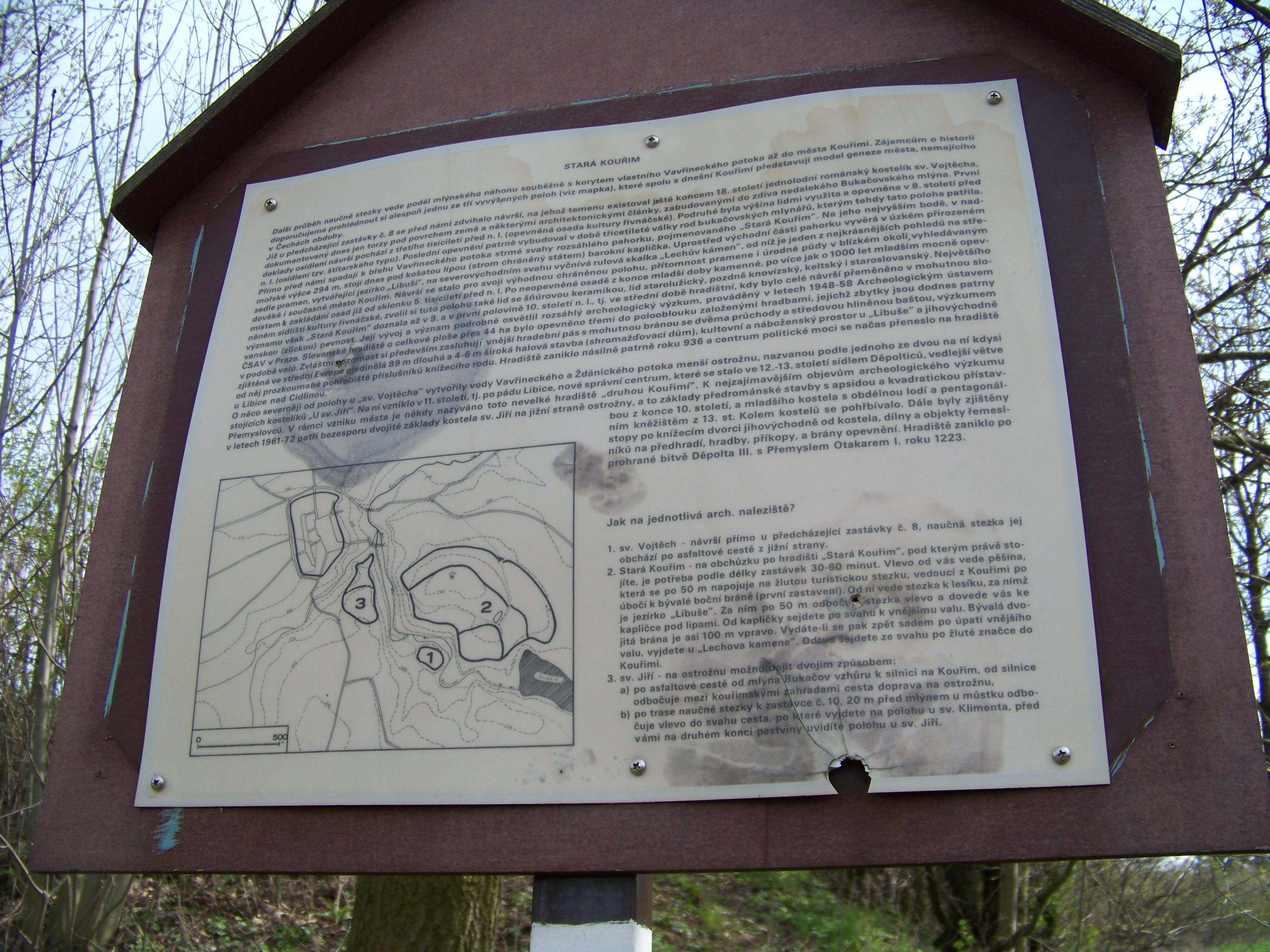
Jedno ze zastavení naučné stezky.

Naučná stezka Stará Kouřim vede po Kouřimském hradišti, její celková délka je 3,5 km a má 6 zastavení. Zajímavostí je, že nemá vlastní značení, ale je v podstatě vedena po žluté turistické značené trase číslo 6109.

## Vedení trasy
Začíná na Mírovém náměstí a okolo kostela sv. Štěpána pokračuje do údolí Kouřimky, kterou překračuje a hned za mostem odbočuje vpravo. U bývalého lomu se žlutá značka rozděluje a vytváří tak na hradišti okruh. Cesta vlevo stoupá do stráně k první zastávce. Následně stoupá zářezem do stráně ke skalnímu bloku Lechův kámen s výhledem na Kouřim, poté zatáčí vpravo a hned za skálou ji protíná viditelný val. Cesta dál prochází vnitřkem hradiště k lesíku na vrchu Stará Kouřim a s kapličkou sv. Víta v prostoru akropole hradiště. K další zastávce u bývalé dvojité brány hradiště vede neznačená polní cesta klesající k obvodovému valu, která ústí na silničku, kde je nutné se dát doprava. Následně je nutné se stejnou cestou vrátit zpátky ke kapličce a po žluté značce pokračovat vlevo cestou klesající k Libušině jezírku (odbočka asi 50 metrů od značky). Posléze cesta pokračuje podél lesa, přes louku a z návrší mírně klesá do údolí Kouřimky. Podél potoka se pak vrací k bývalému lomu, kde se žlutá značka rozdělovala.

## Zastavení
- Kouřimská sídlení oikumena
- Lechův kámen
- Stará Kouřim
- Akropole s halovou stavbou
- Hradiště Stará Kouřim, brána vnější hradby
- Jezírko Libuše